# Андреа Фішбахер
Андреа Фішбахер (нім. Andrea Fischbacher; нар. 14 жовтня 1985) — австрійська гірнолижниця, олімпійська чемпіонка.
Андреа розпочала виступи в кубку світу з 2004 року. Свою першу перемогу вона здобула на етапі в Сестрієре в 2008.
Золоту олімпійську медаль Фішбахер виборола на Олімпіаді у Ванкувері в супергігантському слаломі.